# Stefan Soravia
Stefan Soravia (* 1954 in Ulm) ist ein deutscher Künstler, der sich mit der Natur auseinandersetzt. Er lebt im württembergischen Wallhausen und in Ludwigsburg.
Soravia studierte von 1976 bis 1980 Grafikdesign an der Fachhochschule für Gestaltung Pforzheim, begann 1982 sein
Studium an der Hochschule für Bildende Künste Braunschweig und wurde 1984 Assistent von Ben Willikens, dessen Meisterschüler er wurde. Er arbeitete zunächst in Stuttgart. In seinen Werken sieht sich Soravia als Dokumentar der Malerei, Produzent sei die Natur.

## Ausstellungen und Werke (Auswahl)
- Palazzo Crepadona, Belluno 1987
- Kunstverein Heilbronn, 1988
- Altes Rathaus Musberg 1991
- Städtische Galerie Balingen 1994
- Nine German Artists, Museum The Sandton Art Gallery, Johannesburg 1995
- Stefan Soravia. Objekte Installationen, Galerie Guth-Maas & Maas Reutlingen, Reutlingen 1996.
- Ausstellung Mythos Wald, Kunsthalle Würth, Schwäbisch Hall und Museum Würth Rohrschach
- Städtische Galerie Fruchthalle, Rastatt
- Euro-Brasil in der Pinacoteca Potiguar in Natal, Rio Grande do Norte, Brasilien, 2017 (Gruppenausstellung, Veranstalter: Österreichisch-Brasilianische Gesellschaft)[1]
- FabrikGalerie Lauda, Biografie Natur vom 7. Dezember 2017 bis zum 29. Januar 2018
- Biennale Arte Dolomiti, 2019